# Temporada 1982-83 de los Phoenix Suns
La temporada 1982-83 fue la decimoquinta de los Phoenix Suns en la NBA. La temporada regular acabó con 53 victorias y 29 derrotas, ocupando el tercer puesto de la Conferencia Oeste, clasificándose para los playoffs, en los que cayeron en primera ronda ante Denver Nuggets.

## Elecciones en elDraft
| Ronda | Puesto | Jugador         | Posición  | Nacionalidad   | Universidad   |
| ----- | ------ | --------------- | --------- | -------------- | ------------- |
| 1     | 15     | David Thirdkill | Alero     | Estados Unidos | Bradley       |
| 2     | 39     | Kevin Magee     | Pívot     | Estados Unidos | UC Irvine     |
| 3     | 61     | Charles Pittman | Ala-Pívot | Estados Unidos | Maryland      |
| 4     | 86     | Rory White      | Alero     | Estados Unidos | South Alabama |
| 10    | 221    | Dale Wilkinson  | Ala-Pívot | Estados Unidos | Idaho State   |

## Temporada regular
| División Pacífico        | División Pacífico | División Pacífico | División Pacífico | División Pacífico | División Pacífico | División Pacífico | División Pacífico | División Pacífico |
| Equipo                   | G                 | P                 | %                 | PD                | Casa              | Fuera             | Div               |                   |
| ------------------------ | ----------------- | ----------------- | ----------------- | ----------------- | ----------------- | ----------------- | ----------------- | ----------------- |
| y-Los Angeles Lakers     | 58                | 24                | .707              | –                 | 33–8              | 25–16             | 21–9              |                   |
| x-Phoenix Suns           | 53                | 29                | .646              | 5                 | 32–9              | 21–20             | 21–9              |                   |
| x-Seattle SuperSonics    | 48                | 34                | .585              | 10                | 29–12             | 19–22             | 14–16             |                   |
| x-Portland Trail Blazers | 46                | 36                | .561              | 12                | 31–10             | 15–26             | 16–14             |                   |
| Golden State Warriors    | 30                | 52                | .366              | 28                | 21–20             | 9–32              | 11–19             |                   |
| San Diego Clippers       | 25                | 57                | .305              | 33                | 18–23             | 7–34              | 7–23              |                   |

## Playoffs

### Primera ronda
Phoenix Suns vs. Denver Nuggets 
| Fecha       | Partido                              | Ciudad  |
| ----------- | ------------------------------------ | ------- |
| 19 de abril | Phoenix Suns 121, Denver Nuggets 108 | Phoenix |
| 21 de abril | Denver Nuggets 113, Phoenix Suns 99  | Denver  |
| 24 de abril | Phoenix Suns 112, Denver Nuggets 117 | Phoenix |
|             | Denver Nuggets gana las series 1-2   |         |

## Estadísticas
| Rk | Jugador         | Edad | P  | PT | MP   | TC  | TCI  | %TC  | T3  | T3I | %T3  | TL  | TLI | %TL  | RO  | RD  | RT   | AS  | RB  | TAP | BP  | FP  | PTS  |
| -- | --------------- | ---- | -- | -- | ---- | --- | ---- | ---- | --- | --- | ---- | --- | --- | ---- | --- | --- | ---- | --- | --- | --- | --- | --- | ---- |
| 1  | Larry Nance     | 23   | 82 | 82 | 35.5 | 7.2 | 13.0 | .550 | 0.0 | 0.0 | .333 | 2.4 | 3.5 | .672 | 2.9 | 5.7 | 8.7  | 2.4 | 1.2 | 2.6 | 2.3 | 3.1 | 16.7 |
| 2  | Maurice Lucas   | 30   | 77 | 71 | 33.6 | 6.4 | 13.6 | .474 | 0.0 | 0.0 | .333 | 3.6 | 4.6 | .781 | 2.6 | 7.8 | 10.4 | 2.8 | 0.7 | 0.6 | 2.9 | 3.6 | 16.5 |
| 3  | Dennis Johnson  | 28   | 77 | 74 | 33.1 | 5.2 | 11.2 | .462 | 0.1 | 0.4 | .161 | 3.8 | 4.8 | .791 | 1.2 | 3.2 | 4.4  | 5.0 | 1.3 | 0.5 | 2.6 | 2.6 | 14.2 |
| 4  | Walter Davis    | 28   | 80 | 79 | 31.1 | 8.3 | 16.1 | .516 | 0.1 | 0.3 | .304 | 2.3 | 2.8 | .818 | 0.8 | 1.7 | 2.5  | 5.0 | 1.5 | 0.2 | 2.4 | 2.3 | 19.0 |
| 5  | Alvan Adams     | 28   | 80 | 75 | 30.6 | 6.0 | 12.3 | .486 | 0.0 | 0.0 | .333 | 2.3 | 2.7 | .829 | 2.0 | 4.8 | 6.9  | 4.7 | 1.4 | 0.9 | 3.0 | 3.6 | 14.2 |
| 6  | Kyle Macy       | 25   | 82 | 9  | 22.4 | 4.0 | 7.7  | .517 | 0.3 | 0.9 | .303 | 1.6 | 1.8 | .872 | 0.5 | 1.5 | 2.0  | 3.4 | 0.8 | 0.1 | 1.1 | 1.6 | 9.9  |
| 7  | James Edwards   | 27   | 16 | 1  | 17.8 | 3.4 | 7.1  | .487 | 0.0 | 0.0 |      | 1.9 | 2.9 | .660 | 1.2 | 2.5 | 3.7  | 1.7 | 0.3 | 0.3 | 1.2 | 3.1 | 8.8  |
| 8  | Johnny High     | 25   | 82 | 2  | 14.1 | 1.2 | 2.6  | .461 | 0.0 | 0.1 | .200 | 0.8 | 1.7 | .463 | 0.5 | 1.3 | 1.8  | 1.9 | 1.0 | 0.4 | 1.3 | 2.5 | 3.2  |
| 9  | Alvin Scott     | 27   | 81 | 9  | 14.1 | 1.5 | 3.2  | .479 | 0.0 | 0.0 | .000 | 1.0 | 1.4 | .736 | 0.7 | 2.0 | 2.8  | 1.2 | 0.6 | 0.4 | 0.8 | 1.6 | 4.1  |
| 10 | Jeff Cook       | 26   | 45 | 2  | 12.2 | 1.4 | 3.2  | .430 | 0.0 | 0.0 | .000 | 0.9 | 1.2 | .759 | 1.0 | 1.9 | 2.9  | 1.3 | 0.3 | 0.3 | 1.2 | 2.0 | 3.6  |
| 11 | David Thirdkill | 22   | 49 | 2  | 10.6 | 1.5 | 3.5  | .435 | 0.0 | 0.1 | .143 | 0.9 | 1.6 | .577 | 0.6 | 0.9 | 1.5  | 0.7 | 0.4 | 0.1 | 1.0 | 1.9 | 4.0  |
| 12 | Rory White      | 23   | 65 | 0  | 9.6  | 2.0 | 3.6  | .543 | 0.0 | 0.0 | .000 | 1.1 | 1.7 | .642 | 0.7 | 0.9 | 1.6  | 0.5 | 0.2 | 0.0 | 0.8 | 0.8 | 5.0  |
| 13 | Joel Kramer     | 27   | 54 | 4  | 8.5  | 0.8 | 1.9  | .423 | 0.0 | 0.0 | .000 | 0.3 | 0.3 | .875 | 0.8 | 0.9 | 1.6  | 0.7 | 0.3 | 0.1 | 0.4 | 1.2 | 1.9  |
| 14 | Charles Pittman | 24   | 28 | 0  | 6.1  | 0.7 | 1.4  | .475 | 0.0 | 0.0 | .000 | 0.9 | 1.3 | .676 | 0.5 | 0.6 | 1.1  | 0.3 | 0.1 | 0.3 | 0.8 | 1.5 | 2.3  |

## Galardones y récords
| Jugador        | Galardón                           |
| Dennis Johnson | Mejor quinteto defensivo de la NBA |
| Maurice Lucas  | All-Star                           |